# タンダラ・カイシェタ
タンダラ・カイシェタ（Tandara Alves Caixeta、女性、1988年10月30日 - ）は、ブラジルの元バレーボール選手。ポジションはオポジット。元ブラジル代表。

## 来歴
2007年、ブラジル代表に初選出される。同年のパンアメリカンカップで代表デビューした。2011年から本格的に代表でプレーし、同年のワールドグランプリで準優勝した。2012年、ロンドンオリンピックの代表メンバーに選ばれ、本大会で金メダルを獲得した。2016/17シーズンにはブラジルスーパーリーガで得点王に輝いた。2017年のグラチャンで銀メダルを獲得し、自身もベストオポジット賞を受賞した。2021年のネーションズリーグでは銀メダルを獲得し、自身もベストオポジット賞を受賞した。

## 球歴
- オリンピック - 2012年、2021年
- 世界選手権 - 2014年、2018年
- ワールドカップ - 2011年
- グラチャン - 2013年、2017年
- ワールドグランプリ - 2011年、2014年、2017年
- ネーションズリーグ - 2018年、2021年

## 受賞歴
- 2014年 ブラジルスーパーリーガ　得点王、ベストサーバー賞
- 2017年 ブラジルスーパーリーガ　得点王、ベストサーバー賞
- 2017年 南米選手権 MVP
- 2017年 グラチャン ベストオポジット賞
- 2018年 ブラジルスーパーリーガ　得点王、ベストスパイカー賞
- 2018年 ネーションズリーグ ベストオポジット賞
- 2021年 ネーションズリーグ ベストオポジット賞

## 所属クラブ
- A.D.Brusque（2005-2007年）
- オザスコ（2007-2008年）
- E.C.Phinheiros（2008-2009年）
- A.D.Brusque（2009-2010年）
- Volei Futuro（2010-2011年）
- オザスコ（2011-2012年）
- SESI SP（2012-2013年）
- Campinas Voleibol Clube（2013-2014年）
- プライア・クルーベ（2014-2015年）
- Minas Tênis Clube（2015-2016年）
- オザスコ（2016-2018年）
- 広東恒大女子排球（2018-2019年）
- レクソーナ・アデス（2019-2020年）
- オザスコ（2020-2021年）